# Maricá
Maricá (tupi: Pariká, «Paricá»)? é um município localizado na Região Metropolitana do Rio de Janeiro, no Estado do Rio de Janeiro, no Brasil. Localiza-se na região da Grande Niterói (ou Leste Metropolitano), fazendo limites com Itaboraí, São Gonçalo, Rio Bonito, Niterói, Saquarema e Tanguá.
O território municipal estende-se por 361,572 km² e é dividido em quatro distritos: Maricá (sede), Ponta Negra, Inoã e Itaipuaçu.
O acesso ao município pode ser feito tanto pela RJ-106 (Rodovia Amaral Peixoto), que liga o município às cidades de Niterói, São Gonçalo e Saquarema, quanto pela RJ-114, que faz a conexão com o município de Itaboraí e as rodovias RJ-104 e BR-101.
O município de Maricá também é conhecido por suas propriedades rurais – chácaras e grandes fazendas –, muitas delas ricas em conteúdo histórico. O trem também já passou pela cidade – ainda hoje se encontram resquícios daquela época, como estações, trilhos, um túnel e uma ponte no bairro de Inoã, com a inscrição da Estrada de Ferro Maricá.
O município possui um aeroporto, não operando voos regulares, somente operações Off-Shore, conhecido como Aeroporto de Maricá, localizado no centro urbano.

## História
As primeiras ocupações humanas em Maricá datam provavelmente do século XI, quando se tem conhecimento de que a região foi invadida por povos tupis procedentes da Amazônia, que expulsaram os antigos habitantes, falantes de línguas do tronco linguístico macro-jê, para o interior do continente. No século XVI, quando os primeiros europeus chegaram à região, ela estava ocupada pela nação tupi dos tupinambás, também chamados tamoios. Desde essa época, a região já aparecia nos mapas portugueses com o nome "Maricahaa". Nas últimas décadas desse século, a região começou a ser dividida em sesmarias pelos portugueses, como a de Antônio de Mariz, a de Manoel Teixeira e a de Duarte Martins Moirão. Em 1584, o padre jesuíta José de Anchieta passou pela lagoa de Maricá, onde teria efetuado uma "pesca milagrosa".
Em 1635, foi fundada a fazenda São Bento, pertencente aos monges beneditinos do Rio de Janeiro. Porém as atividades econômicas das propriedades da região (extrativismo, agricultura e pecuária) foram prejudicadas pela malária. Em 1675, foi erguida a capela de São José do Imbassaí.
A primeira capela de Nossa Senhora do Amparo foi construída na segunda metade do século XVII. A freguesia de Nossa Senhora do Amparo de Maricá foi criada através do Alvará Régio de 11 de janeiro de 1755. Em 1788 foi erguida a atual capela de Nossa Senhora do Amparo, cujas obras começaram no século XVIII, mas só foram finalizadas no século seguinte.
Em 1814, a freguesia de Nossa Senhora do Amparo de Maricá se tornou vila, e emancipou-se de Santo Antônio de Sá com o nome de Santa Maria de Maricá. O nome era uma homenagem à rainha Maria I de Portugal. A vila foi anexada em 1819 a Vila Real da Praia Grande, sendo novamente elevada a vila em 1833.

Maricá, 1970. Arquivo Nacional.

No final do século XIX, foi construída uma estrada de ferro que cortou a região, propiciando o escoamento da pesca e das bananas de Maricá para os mercados de Niterói e São Gonçalo.
Na mesma época, a abolição da escravidão no Brasil causou grandes prejuízos à agricultura local, que se baseava na mão de obra escrava. Em meados do século XX, a construção da rodovia Amaral Peixoto estimulou a criação de grandes  loteamentos, que transformaram as terras rurais em urbanas. No final do século XX tiveram início os condomínios,  até hoje em franca expansão. Tudo isso incentivou a indústria da construção civil, o turismo veraneio e o comércio na cidade. Atualmente, o município é um dos que recebem mais royalties derivados do petróleo no estado do Rio de Janeiro.

### Visitantes conhecidos do século XIX

#### Jonh Luccock
Jonh Luccock foi um dos visitantes estrangeiros que passaram por Maricá em viagem no início do século XIX. Integrante de expedição de conhecimento comercial, científico e político do Brasil, o comerciante esteve em Maricá em 1813, visitando a fazenda Itaocaia e a região de Itaipuaçu. O visitante descreveu a região em um trabalho publicado em 1820, intitulado  Notas sobre o Rio de Janeiro e partes meridionais do Brasil. Ele relatou a existência de ilhas em Itaipuaçu utilizadas para praticar contrabando, uma entrada de um porto na mesma região, assim como costumes locais, identificando características socioculturais da região. Ele descreveu ainda a fauna, a flora local e as condições de saúde dos moradores da região.

#### Maximiliano Niuwied
O príncipe alemão Maximiliano Niuwied visitou a Vila de Maricá em 1815, em uma expedição científica que contou com mais dois cientistas alemães, Frederich Sellon e Georg Willelm Freireyss. O Príncipe partiu do Rio de Janeiro em um caminho que incluiu Niterói, São Gonçalo, Guaxindiba e, finalmente, Maricá. Existem relatos de que ele visitou a Serra de Inoã até chegar a Freguesia de Maricá, hoje São José. Ele descreveu diversas árvores, animais, brejos e matas, além de participar de uma caçada científica com o grupo de estrangeiros. O livro que escreveu com relatos da viagem se chamou Viagem pelo Brasil. Ele também descreveu a lagoa de São José e os diversos animais que habitavam o local. Visitou também a Vila de Santa Maria de Maricá, descrevendo especialmente a flora e a fauna dos distritos do atual município.

#### Charles Darwin
No dia 8 de abril de 1832, a equipe do naturalista inglês Charles Darwin, composta por sete membros, chegou à localidade de Itaocaia.
Embarcados no navio Beagle, os viajantes partiram da Inglaterra com a missão de fazer a cartografia de novas rotas de navegação e descobrir recursos naturais que pudessem ser comercializados. Depois de passarem por alguns campos cultivados, entraram numa floresta descrita por Darwin em seus diários na região de Maricá.
Nesta estrada entre Maricá e Niterói, Darwin teve um de seus primeiros contatos com a biodiversidade da Mata Atlântica. Ele se hospedou na fazenda Itaocaia, localizada no Parque Estadual da Serra da Tiririca, em Maricá, e percorreu um trecho de 2,2 quilômetros pesquisando pela região.
Darwin viajou pelo norte fluminense subindo a Serra da Tiririca, em Niterói, passando por Maricá,Rio Bonito, Itaboraí Saquarema, Araruama, São Pedro da Aldeia, Cabo Frio, Barra de São João, Macaé e Conceição de Macabu.  Em alguns desses lugares, descreveu construções, a natureza e o clima em seu diário de viagens, como no caso da Fazenda Itaocaia, em Maricá, a Estrada do Vai e Vem, a qual percorreu quando viajava pela região de Niterói e ruínas da Fazenda Campos Novos, em Cabo Frio. Em seu diário, destacou o colorido da paisagem, observou uma floresta de acácias, em Itaboraí, e as samambaias de Conceição de Macabu. Descreveu alguns animais que mais o interessaram, como insetos. Darwin passava os dias coletando, observando e estudando o comportamento desses animais e suas anotações foram utilizadas para a formulação da Teoria da Evolução e o princípio da seleção natural. O navio Beagle deixou  o Brasil em 5 de julho de 1832, dirigindo-se a Montevidéu, dando continuidade à expedição. Em agosto de 1936, o navio retornou ao Brasil em outra expedição, fazendo suas últimas paradas em Salvador e Recife.
Hoje existe um projeto que busca revitalizar o percurso feito por Darwin, em 1832. O projeto surgiu com as trilhas das comemorações feitas pelos 200 anos de nascimento do naturalista inglês, no ano de 2009. Em Maricá, a trilha faz parte do projeto Caminhos de Darwin e se localiza no Parque Estadual da Serra da Tiririca, cortando as cidades de Niterói e  Maricá.

## Geografia
O município de Maricá é rodeado por maciços costeiros, que formam um arco. As serras principais são: Calaboca, Mato Grosso (onde se localiza o ponto mais alto do município - o Pico da Lagoinha, com 890 metros), Lagarto, Silvado, Espraiado e Tiririca. Outra formação importante é a vasta planície costeira, entre as bases dos maciços e a linha da costa.
O município apresenta um grande complexo lagunar que contempla as lagoas de Maricá, Barra de Maricá, do Padre, Gu
arapina e Jaconé, além dos canais de Ponta Negra e de Itaipuaçu que ligam as lagoas ao mar. A localidade também é conhecida por suas praias oceânicas, dentre as quais destacam-se as de Jaconé, Ponta Negra, Barra de Maricá, Zacarias, do Francês e Itaipuaçu.
A topografia peculiar cria um ambiente propício à prática de esportes como voo livre, trekking e mountain bike, entre outros. A Serra da Tiririca, entre Maricá e Niterói, é coberta pelo ecossistema de mata atlântica e, em sua maior parte, está inserida no Parque Estadual da Serra da Tiririca - PESET.
Área de Proteção Ambiental Estadual de Maricá
A Área de Proteção Ambiental Estadual de Maricá, unidade de conservação de 1984, protege uma área tipicamente de restinga, localizada na costa do município. É formada por terras da União, pela antiga fazenda São Bento da Lagoa, a Ponta do Fundão e a Ilha Cardosa. Abriga a Comunidade Pesqueira tradicional de Zacarias, presente na área desde o século XVIII, sítios arqueológicos e o complexo ecossistema de restinga. Este último é formado, entre outros componentes, por tabuleiros costeiros, um duplo cordão arenoso coberto por dunas, brejos, vegetações e fauna de restinga.
Trata-se de um ambiente de alta biodiversidade, com mais de 400 tipos botânicos. Ali são encontradas 19 espécies da fauna e da flora únicas no mundo, endêmicas. Atualmente, a Área de Proteção Ambiental da restinga é ameaçada por projetos presunçosos de resorts na área. Possui, ainda, uma grande área urbana de ocupação rarefeita e formada por dezenas de bairros e condomínios. A maior parte dos domicílios é de uso permanente, sobretudo no centro da cidade e nas localidades mais antigas. Nas áreas do litoral e nas margens das lagoas, as residências são majoritariamente utilizadas para o turismo do tipo veraneio.

### Clima
Segundo dados do Instituto Nacional de Meteorologia (INMET), desde 1986 a menor temperatura registrada em Maricá foi de 8,8 °C em 27 de junho de 1994, e a maior atingiu 40,2 °C em 31 de dezembro de 2015. Desde 1993, de acordo com o mesmo instituto, o maior acumulado de precipitação em 24 horas foi de 141,6 milímetros (mm) em 6 de abril de 2010. Outros acumulados iguais ou superiores aos 100 mm foram 135,2 mm em 1° de março de 2016, 125,9 mm em 17 de fevereiro de 2000, 124,5 mm em 19 de junho de 2001, 124,2 mm em 23 de junho de 2002, 112,4 mm em 24 de março de 2016, 112 mm em 9 de junho de 1994, 110,6 mm em 18 de março de 2003, 110,2 mm em 13 de dezembro de 2007, 108,4 mm em 6 de agosto de 1997, 106,2 mm em 16 de janeiro de 2016 e 104,7 mm em 12 de fevereiro de 1998. Março de 2016, com 338,5 mm, foi o mês de maior precipitação.
| Dados climatológicos para Maricá | Dados climatológicos para Maricá | Dados climatológicos para Maricá | Dados climatológicos para Maricá | Dados climatológicos para Maricá | Dados climatológicos para Maricá | Dados climatológicos para Maricá | Dados climatológicos para Maricá | Dados climatológicos para Maricá | Dados climatológicos para Maricá | Dados climatológicos para Maricá | Dados climatológicos para Maricá | Dados climatológicos para Maricá | Dados climatológicos para Maricá |
| Mês | Jan                              | Fev                              | Mar                              | Abr                              | Mai                              | Jun                              | Jul                              | Ago                              | Set                              | Out                              | Nov                              | Dez                              | Ano                              |
| --- | -------------------------------- | -------------------------------- | -------------------------------- | -------------------------------- | -------------------------------- | -------------------------------- | -------------------------------- | -------------------------------- | -------------------------------- | -------------------------------- | -------------------------------- | -------------------------------- | -------------------------------- |
| Temperatura máxima recorde (°C) | 38,3                             | 38                               | 37,9                             | 37,3                             | 36,5                             | 35,7                             | 35,3                             | 38,1                             | 40,1                             | 37,4                             | 39,5                             | 40,2                             | 40,2                             |
| Temperatura máxima média (°C) | 31,1                             | 30,6                             | 30,3                             | 28,9                             | 26,8                             | 26,2                             | 25,7                             | 26                               | 26,3                             | 27,2                             | 28,5                             | 29,9                             | 28,2                             |
| Temperatura média compensada (°C)                                                                                                   | 26,5                             | 27                               | 25,9                             | 24,2                             | 21,9                             | 20,7                             | 20,5                             | 20,9                             | 21,9                             | 23                               | 24,3                             | 25,6                             | 23,5                             |
| Temperatura mínima média (°C) | 22,4                             | 22,5                             | 21,8                             | 20,3                             | 17,9                             | 16,3                             | 15,8                             | 16,2                             | 17,5                             | 19,1                             | 20,4                             | 21,6                             | 19,3                             |
| Temperatura mínima recorde (°C) | 17,4                             | 16,8                             | 16,6                             | 13,5                             | 12,3                             | 8,8                              | 8,6                              | 8,9                              | 10,3                             | 11,2                             | 13,2                             | 15                               | 8,8                              |
| Precipitação (mm) | 147,4                            | 103,4                            | 134,2                            | 80,5                             | 105,7                            | 78,9                             | 83,8                             | 66,7                             | 88,5                             | 105,9                            | 136,3                            | 146,2                            | 1 277,5                          |
| Dias com precipitação (≥ 1 mm) | 10                               | 7                                | 9                                | 6                                | 8                                | 6                                | 6                                | 5                                | 8                                | 9                                | 10                               | 10                               | 94                               |
| Umidade relativa compensada (%) | 79,9                             | 77,2                             | 80,4                             | 82,6                             | 82,3                             | 81,9                             | 80,6                             | 79,5                             | 80                               | 81,4                             | 80,8                             | 81,1                             | 80,6                             |
| Insolação (h) | 208,5                            | 221,2                            | 204,8                            | 206,9                            | 184,5                            | 194                              | 193,3                            | 200,5                            | 160,6                            | 168,4                            | 166,5                            | 189,2                            | 2 298,4                          |
| Fonte: Instituto Nacional de Meteorologia (INMET) (normal climatológica de 1981-2010; recordes de temperatura: 01/11/1986-presente) |                                  |                                  |                                  |                                  |                                  |                                  |                                  |                                  |                                  |                                  |                                  |                                  |                                  |

### Hidrografia
Maricá é um município que apresenta um dos maiores complexos lagunares do estado, denominado Maricá-Guarapina, com rios, lagoas, riachos e brejos. O sistema lagunar é formado pelas lagoas Brava, de Maricá, da Barra, do Padre e Guaripina. A Lagoa de Jaconé fica isolada a leste na divisa com Saquarema. O município possui orla ininterrupta com extensão de 32.887 metros aproximadamente, desde o início da Praia de Itaipuaçu, próximo à Pedra do Elefante, até a Serra de Jaconé, na Praia de Jaconé.
O território municipal corresponde à bacia hidrográfica do grande sistema lagunar, um fato bastante raro. Desta forma, praticamente todos os rios nascem e deságuam dentro do município. Seu principal rio é o Ubatiba/Mombuca, que não passa dos 20 metros de largura, mas que abastece o Centro da cidade e alguns bairros. Maricá também tem canais artificiais que ligam o complexo lagunar ao mar como os canais de Ponta Negra e Itaipuaçu. A abertura desses canais nos anos 1950 terminou com o regime natural de abertura de barra que acontecia entre Barra e Guaratiba.

## Arte e literatura
Vida cultural e literária
Festa Literária de Maricá (FLIM). A primeira Festa Literária de Maricá aconteceu entre os dias 16 e 31 de outubro de 2013 e causou grande curiosidade entre a população, devido a grande estrutura que estava sendo montada na praça Orlando de Barros Pimentel, centro de Maricá. A festa foi realizada pela prefeitura (responsável pela segurança e apresentações) em parceria com a Associação Brasileira do Livro (ABL) (responsável pela estrutura). O principal objetivo dessa festa é incentivar a leitura em papel, principalmente para os alunos da rede municipal de educação, por isso os alunos e servidores receberam tickets com um determinado valor para que trocassem por livros e também deu a oportunidade a novos autores de expor suas obras tendo um maior contato com seu público. Todas as escolas municipais fizeram excursões até a feira com seus alunos, para que os mesmos comprassem os livros. Foram montados vários estandes de vendas de todos os tipos de livros e também um palco onde foram realizadas apresentações culturais. A Festa teve uma 2ª edição, nos mesmos dias, em 2014 e uma 3ª edição em 2017.
Academia de Ciências e Letras de Maricá. Fundada, em 30 de agosto de 1975, por Cyro Manuel do Nascimento, Eliane Souza Alfradique, Gal. Hugo Silva, Luiz Carlos Schüller, Miguel Vieira da Silva, Manoel Francisco de Souza, Gal. Nilton Faria, Odenir Francisco da Costa, Paulo Roberto Souza Barreto, Paulo Mello dos Santos, Sérgio Augusto Machado, Taís Imar Vieira da Silva. Inicialmente ocupava um espaço da Câmara Municipal, posteriormente ficou sem um espaço fixo, em consequência de obras no local. Após o termino da obra, não pôde retornar para o prédio da Câmara por exigências da Divisão do Patrimônio Histórico. Autorizada pelo ex-prefeito Luciano Rangel, ocupou espaço à Rua Ribeiro de Almeida, no Centro de Maricá. Mais tarde foi deslocada para o prédio onde é a Casa de Cultura. Atualmente se localiza na Rua Álvares de Castro, 103.

#### Algumas personalidades
Domício da Gama. Diplomata e escritor nascido em Maricá no dia 23 de outubro de 1862, morreu em 8 de novembro de 1925, foi escritor de contos, crônicas e críticas literárias. Jornalista, diplomata e embaixador nos Estados Unidos, no período de 1914 a 1917, e na Inglaterra, de 1920 a 1921, foi Ministro das Relações Exteriores em 1919, e membro fundador da Academia Brasileira de Letras, com posse na sessão de 28 de janeiro de 1897.
Suas principais obras, como escritor, são meia-tinta (1891, conto) e curtas (1901, obras históricas).

## Transportes
Maricá é uma cidade que passou a fazer parte da região metropolitana a partir de 1974 e que recebe grande influência de Niterói e do Rio de Janeiro. É um município de fácil acesso tanto por terra como por ar e mesmo sendo uma localidade litorânea, não tem porto.
Em 2015, Maricá se tornou o primeiro município com mais de 100 mil habitantes a oferecer transporte público com tarifa zero para sua população, o serviço é estatizado e gerido pela prefeitura.

### Rodoviário
- RJ-106, a rodovia Amaral Peixoto. Começa no bairro de Tribobó (São Gonçalo), corta Maricá de oeste a leste, passa por Araruama, Bacaxá (distrito de Saquarema), Iguaba Grande, São Pedro da Aldeia, Tamoios (distrito de Cabo Frio), Barra de São João (distrito de Casimiro de Abreu), Rio das Ostras e acaba em Macaé. É a principal rodovia de Maricá e uma das principais do estado. Ela é duplicada de Tribobó até a entrada da cidade de Maricá (km. 30,5), passando a ser pista simples deste ponto até a Serra do Mato-Grosso (km. 45).
- RJ-102, a Avenida Central Litorânea. Começa em Niterói e vai beirando o mar até Armação dos Búzios. Passa pelos distritos de Itaipuaçu e Ponta Negra e pelos bairros de: Zacarias, Jardim Atlântico, Guaratiba, Cordeirinho e Jaconé, todos litorâneos.
- RJ-114, corta o município de norte a sul e faz ligação com os bairros de Ubatiba e Barra de Maricá. Entre o centro e a Barra ela é chamada de Avenida Ivan Mundim.
- RJ-118, Acesso ao distrito de Ponta Negra, na altura do km. 43 da RJ-106, passando pelos bairros de Bananal, Jaconé e retornando na direção da RJ-106, na localidade de Sampaio Corrêa, já no Município de Saquarema. É possível chegar a três destinos de lá

### Ferroviário
Maricá foi servida de transporte ferroviário entre 1889 e 1964 pela Estrada de Ferro Maricá, que ligava o município ao bairro de Neves, em São Gonçalo e às cidades litorâneas da Região dos Lagos como São Pedro da Aldeia e Cabo Frio, ponto terminal da ferrovia.

#### História da ferrovia
O projeto de construir uma estrada de ferro em Maricá surgiu em 1887. Intitulada Companhia Estrada de Ferro de Maricá, as obras para a sua construção duraram cerca de um ano, quando foi inaugurado o primeiro trecho da ferrovia entre Alcântara, em São Gonçalo, e Itapeba, em Maricá. Em 1894 foi inaugurada a estação do Centro e, logo depois, a estacão de Manoel Ribeiro, na época um grande centro econômico na região. A ferrovia era utilizada para transporte de pessoas e mercadorias e, inicialmente, foi inteiramente construída com capital particular dos seus sócios. No governo Nilo Peçanha (1906-1909) a estrada de ferro avançou em duas direções, chegando a Iguaba Grande, na época um distrito de Araruama, e a Neves, em São Gonçalo, com o desbloqueio dos trilhos da Leopoldina Railway. Anteriormente a década de 1930, a estrada de ferro foi vendida pelos seus proprietários a um grupo belga, que mais tarde a revendeu a uma companhia francesa ("Companhia Genérale Aux.Cheminias de Fer"). Somente em 1933 a estrada de ferro recebeu auxílio do governo federal, sendo anexada a Estrada de Ferro Central do Brasil e depois incorporada à Estrada de Ferro Leopoldina. Na década de 1950, ocorreu uma diminuição de investimentos do governo federal. Em 1964, os diretores da estrada de ferro e o governo federal decretaram o fim dos serviços da ferrovia no trecho Virajaba-Maricá. Ainda neste ano, um episódio conhecido como o "sequestro simbólico" marcou a história da estrada de ferro no município. Inconformados com o fechamento da estrada de ferro, moradores locais colocaram em funcionamento um trem que estava paralisado na estação de Neves e viajaram até o Centro de Maricá, trazendo vários passageiros pelo caminho. Na chegada, o grupo que liderou este episódio fez um comício em praça pública, com a participação da população maricaense. Em 1966, dois anos mais tarde, as autoridades federais anunciaram o fim definitivo da ferrovia, com a desativação de um curto trecho em operação desta. Em seguida, deram início a erradicação em toda a sua extensão.
A Estrada de Ferro de Maricá chegou a possuir 157 quilômetros de extensão e 16 estações: Santa Izabel, Raul Veiga, Rio do Ouro, Calaboca, Inoã, São José, Maricá, Manoel Ribeiro e Ponta Negra, Sampaio Correa, Bacaxá, Ponto do Leite, Araruama, Iguaba, São Pedro e Cabo Frio. Havia também quatro paradas cobertas em Buriche, Bom Jardim, Bananal e Jaconé 

### Aeroporto
O aeroporto de Maricá está autorizado a operar aeronaves de pequeno porte, helicópteros Off-shore e jatos executivos leves. Com 1190m e pista asfaltada, Maricá tem um dos principais aeródromos da região estando localizado próximo à Lagoa de Araçatiba.

### Demografia
É um dos municípios de maior ritmo de crescimento populacional do estado. Sua população em 2004 era de 92.227 habitantes, passando a 105.294 em 2007, 123.492 em 2009 e para 149.876 em 2016.
É importante ressaltar que Maricá, cada vez mais, abriga uma população de origem metropolitana.

### Economia
No passado, a economia de Maricá era baseada na agricultura e na atividade pesqueira. Esta última, em função do seu rico complexo lagunar, dava a cidade o título de maior produtora de pescados do estado do Rio de Janeiro, tendo a sua produção direcionada à capital estadual. No entanto, com a degradação do seu ambiente lagunar desde o início da intensificação de sua ocupação territorial, esta atividade vem perdendo cada vez mais importância na economia maricaense.
Atualmente, Maricá é considerado um município produtor de petróleo, já que o seu litoral está defronte a Bacia de Santos. A exploração do campo de Lula, pela Petrobras,  é o principal responsável por garantir consideráveis receitas de royalties ao cofres da prefeitura municipal, valor este que tem crescido ano a ano.
Em 2017, Maricá se tornou a cidade do Estado do Rio que mais recebeu royalties e participações especiais do petróleo, com R$ 746,78 milhões.
A construção civil, desde a implantação da Ponte Rio Niterói, tornou-se um dos carros chefe da economia municipal, pois estimulou a criação de loteamentos para abrigar residências de veraneio, como o condomínio Solaris Residencial Clube, de alto padrão. Nos últimos anos, antigas fazendas da cidade vem sendo adquiridas por incorporadoras imobiliárias como Aphaville para a criação de grandes condomínios horizontais fechados ao longo da RJ 106, o que ajuda a reforçar a arrecadação de IPTU para prefeitura.

### Bairros

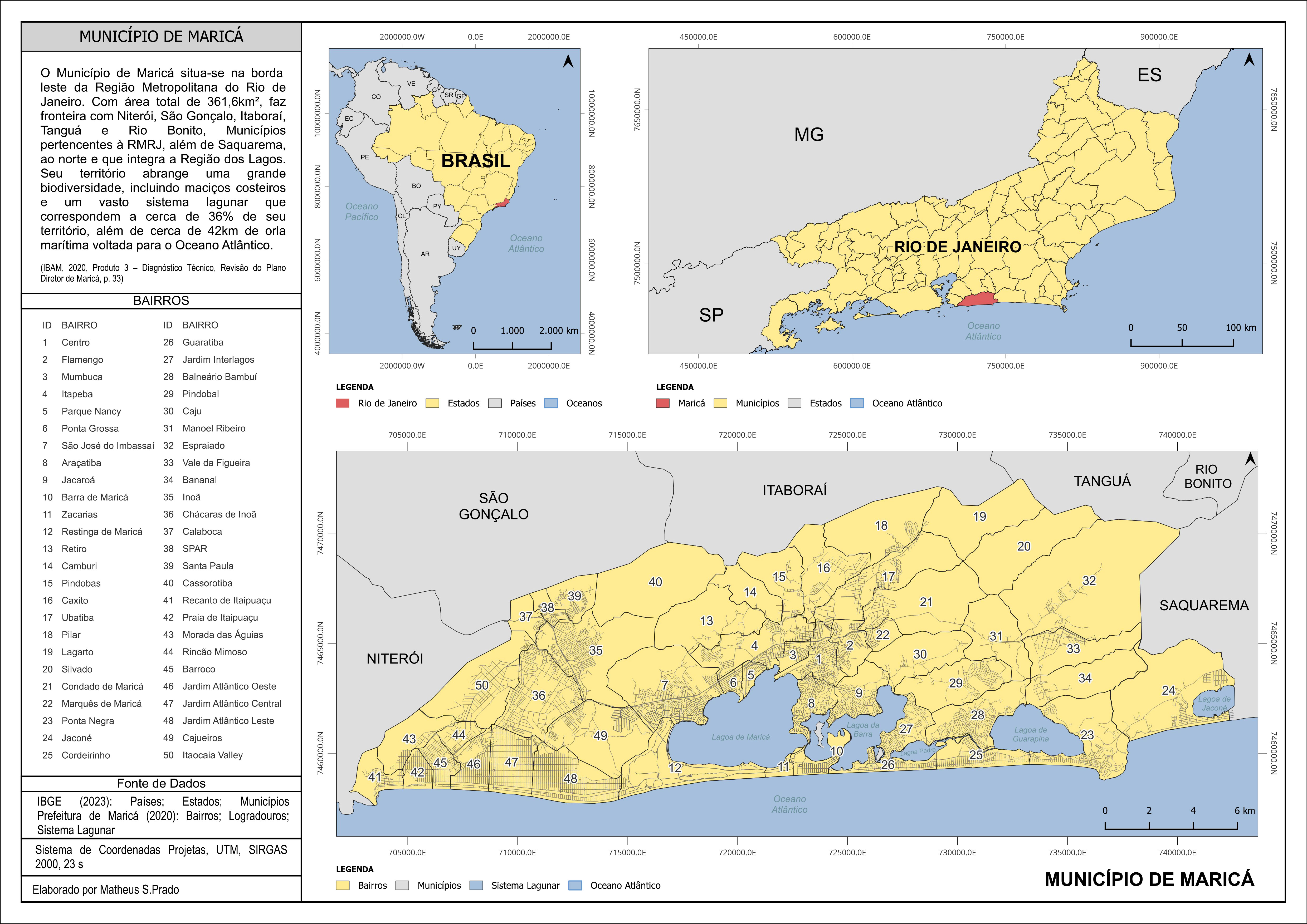
Mapa de localização do município de Maricá

O Município de Maricá fica dividido em 50 (cinquenta) bairros com denominação própria e agrupados de acordo com os Distritos Municipais, conforme ordenação a seguir:
| 1º - DISTRITO SEDE - 1 - Centro - 2 - Flamengo - 3 - Mumbuca - 4 - Itapeba - 5 - Parque Nanci - 6 - Ponta Grossa - 7 - São José do Imbassaí (UP 09)(Bairro/Distrito) - 8 - Araçatiba - 9 - Jacaroá - 10- Barra de Maricá (UP 06)(Bairro/Distrito) - 11- Zacarias - 12- Restinga de Maricá - 13- Retiro - 14- Camburi - 15- Pindobas - 16- Caxito - 17- Ubatiba - 18- Pilar - 19- Lagarto - 20- Silvado - 21- Condado de Maricá - 22- Marquês de Maricá |  | 2º - DISTRITO DE PONTA NEGRA - 23- Ponta Negra - 24- Jaconé (Bairro/Distrito bimunicipal de Saquarema/Maricá) - 25- Cordeirinho - 26- Guaratiba - 27- Jardim Interlagos - 28- Balneário Bambuí - 29- Pindobal - 30- Caju - 31- Manoel Ribeiro - 32- Espraiado - 33- Vale da Figueira - 34- Bananal |  | 3º - DISTRITO DE INOÃ - 35- Inoã - 36- Chácaras de Inoã - 37- Calaboca - 38- SPAR - 39- Santa Paula - 40- Cassorotiba |  | 4º - DISTRITO DE ITAIPUAÇU - 41- Recanto de Itaipuaçu - 42- Praia de Itaipuaçu - 43- Morada das Águias - 44- Rincão Mimoso - 45- Barroco(Centro de Itaipuaçu) - 46- Jardim Atlântico Oeste - 47- Jardim Atlântico Central - 48- Jardim Atlântico Leste - 49- Cajueiros - 50- Itaocaia Valley |

## Turismo

### Fazendas Históricas

#### Fazenda de Itapeba
Parte das terras da Fazenda de Itapeba formam hoje a Fazenda Nossa Senhora do Amparo. Em 1593, Salvador Correa de Sá concedeu a sesmaria a João de São João, uma propriedade composta por 2000 braças ao longo da lagoa de Maricá. Tomando como ponto de partida o quilômetro 28 onde hoje é Itapeba, o terreno da antiga fazendo abrangia Caxito, Retiro, Buriche, Ponta Grossa, Cachoeira, Marine, São José de Imbassaí, Camburi e Cassorotiba. Em 1830, a sede da fazenda foi reconstruída, sendo feita uma casa em estilo colonial que modificou completamente a casa antiga feita de pau-a-pique. Há oito anos as paredes da casa ruíram e hoje ela não existe mais. Atualmente esta grande fazenda ficou reduzida a 36 alqueires.

#### Fazenda do Pilar
A Fazenda do Pilar sempre foi uma propriedade familiar. Consta que João Soares de Lemos Brandão teria recebido as terras por herança, adquirindo novas terras e enriquecendo com as atividades econômicas ligados à produção canavieira.  Com o seu falecimento em 1803, a propriedade ficou nas mãos do seu genro José Inocêncio de Matos. Com o falecimento deste, em 1839, o novo proprietário se tornou o seu genro, o Comendador Antônio Joaquim Soares Ribeiro. Ele ampliou o engenho e construiu a casa grande, finalizando em 1848, data estampada em sua fachada. A fazenda média, de 530 braças de testada por meia légua de fundos, fica situada em uma área de 79 alqueires. No século XIX, a indústria canavieira se tornou uma atividade econômica muito forte e o Comendador Antônio Ribeiro adquiriu terras na fazenda de Ubatiba, ampliando seu terreno para 210 alqueires. A Fazenda do Pilar possuía dois engenhos de cana-de-açúcar onde era feita a moagem. Também  possuía cerca de cem escravos e consta que em 1868 a Princesa Isabel e o Conde D`Eu ficaram hospedados na fazenda. Há também relatos da visita do naturalista Charles Frederick Hart, que fez anotações sobre lagoas e o litoral de Maricá.

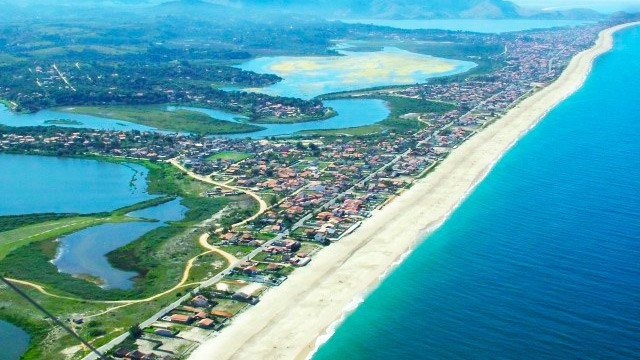
Praias e Lagoas de Maricá, 2015.

### Praias
A cidade atrai turistas para suas praias oceânicas de águas límpidas e gélidas de mar aberto, sendo elas: Recanto, Itaipuaçu, Aeronáutica, Francês, Guaratiba, Bambui, Cordeirinho, Barra de Maricá, Ponta Negra, Jaconé e Sacristia, além das prainhas presentes nas ilhas
Também há praias lacustres, de  águas esverdeadas e mornas, populares para famílias com crianças pequenas, estas sendo as da Lagoa da Barra, Araçatiba e Jacaroa

### Carnaval
O "Maricarnaval", como era informalmente chamado o Carnaval em Maricá, era comemorado de forma análoga à da maioria das cidades médias e grandes do estado do Rio. Eram comuns, nos últimos anos da década de 2000, as bandas carnavalescas, blocos e desfiles competitivos de escolas de samba. A última campeã da cidade foi a Tradição de Maricá, que em 2007 obteve seu terceiro título consecutivo. Após, o Carnaval entrou num período de decadência, com o cancelamento dos desfiles de escolas de samba, todas elas entraram em inatividade, com exceção da Inocentes de Maricá, que ainda desfilou em Niterói nos anos de 2010 e 2011.
No carnaval de 2014, a cidade foi homenageada pela Acadêmicos do Grande Rio com o enredo "Verdes olhos de Maysa sobre o mar, no caminho: Maricá", juntamente com a cantora Maysa, que viveu em Maricá. Em 2016 foi criada União de Maricá, que obteve a vaga da Império da Praça Seca e passou a desfilar no Carnaval do Rio de Janeiro. Em 2017, foi aprovada uma lei municipal para a criação de um carnaval fora de época, onde as escolas de samba voltariam a desfilar. O "Maricarnaval de Inverno" foi previsto para acontecer, a partir de 2018, no último final de semana de Julho. No entanto, em 2018, a procuradoria geral emitiu parecer para que o evento não fosse realizado, alegando que por ser ano de eleição, a realização do evento naquele período poderia beneficiar algum candidato ao governo, ainda que aquele não fosse um ano de eleição municipal, mas sim estadual.

## Aldeias Indígenas em Maricá
Atualmente existem duas aldeias indígenas instaladas em Maricá, a aldeia Tekoa Ka'auguy Hovy Porã e a aldeia Ara Owy Rê.

### Aldeia Tekoa Ka'aguy Hovy Porã
A aldeia  antes chamada Tekoá Itarypú, em português Aldeia do Som da Água da Pedra, logo depois foi renomeada como Tekoá Mboy-ty, em português Aldeia Semente.
Natural de Parati-Mirim, Parati-RJ. Em 2008 migrou para Camboinhas, Niterói-RJ com o objetivo de ocupar uma área considerada um território sagrado, onde existem cemitérios indígenas. Mas essa ocupação acabou em um incêndio criminoso na tentativa de expulsar os indígenas do local.
Diante do acontecido, o prefeito de Maricá, Washigton Quaquá ofereceu para os indígenas três áreas públicas, nos bairros de Bambuí, Ponta Negra e Caxito, mas eles negaram. Com essa negação, o município ofereceu doar uma área na restinga da cidade, proposta que foi aceita pelos indígenas. Entretanto, essa doação, feita pelo prefeito, foi contestada pela empresa internacional IDB Brasil, que tem um projeto de construir um Resort luxuoso no local. Atualmente, a ideia é a aldeia passar a ser uma aldeia turística compondo um empreendimento turístico, juntamente com o Resort .
Hoje a aldeia está localizada no distrito de Itaipuaçu, no bairro de São José do Imbassaí com 62 indígenas Guaranis M'Byá e agora com o nome Aldeia Tekoa Ka'aguy Hovy Porã, que em português significa Aldeia Mata Verde Bonita.

### Aldeia Ara Owy Re
A Aldeia Ara Owy Re, que em português significa Aldeia Sítio do Céu, é natural de Porto Alegre-RS que em 2000 migrou para Aracruz-ES, com o objetivo de visitar parentes e em 2013 se instalou em Maricá-RJ.
A aldeia hoje é formada por 26 indígenas Guaranis M'Byá e está localizada no Parque Estadual da Serra da Tiririca, na Morada das Águias, no distrito de Itaipuaçu. De acordo com o Jornal O Dia, os indígenas vivem em uma condição precária, sem luz e sem água encanada. Diante da situação, o prefeito de Maricá Washington Quaquá anunciou que irá comprar um terreno para abrigar a aldeia.